# Breakfast with Scot
Pour plus de détails, voir Fiche technique et Distribution.
Breakfast with Scot est un film canadien réalisé par Laurie Lynd, sorti en 2007.

## Synopsis
Eric, commentateur sportif, vit avec son compagnon Sam, un juriste. À la suite d'un concours de circonstances, il devient le tuteur légal du beau-fils de son frère qui vient s'installer avec eux.

## Fiche technique
- Titre : Breakfast with Scot
- Réalisation : Laurie Lynd
- Scénario : Sean Reycraft d'après le roman de Michael Downing
- Musique : Robert Carli
- Photographie : David A. Makin
- Montage : Susan Shipton
- Production : Paul Brown
- Société de production : Scot Pictures
- Pays :  Canada
- Genre : Comédie dramatique
- Durée : 90 minutes
- Dates de sortie : 
  -  Canada : 16 novembre 2007

## Distribution
- Tom Cavanagh : Eric McNally
- Ben Shenkman : Sam
- Noah Bernett : Scot
- Benz Antoine : Greg Graham
- Jeananne Goossen : Nula
- Graham Greene : Bud Wilson
- Travis Ferris : George Jr.
- Fiona Reid : Mildred Monterossos
- Dylan Everett : Ryan Burlington
- Robin Brûlé : Mle. Paul
- Vanessa Thompson : Carla
- Alexander Franks : Joey Morita
- Anna Silk : Mia
- Shauna MacDonald : Joan
- Colin Cunningham : Billy
- Megan Follows : Barbara Warren
- Kathryn Haggis : Andrea Burlington
- Benjamin Morehead : Hank

## Accueil
Le film a reçu un accueil mitigé de la critique. Il obtient un score moyen de 51 % sur Metacritic.